# 埃谢兹河畔博代尔
埃谢兹河畔博代尔（法語：Bordères-sur-l'Échez，法語發音：[bɔʁdɛʁ syʁ leʃɛs]）是法国上比利牛斯省的一个市镇，位于该省西部偏北，属于塔布区。

## 地名
河名“Échez”发音为[eʃɛs]，字母“z”发音，《世界地名翻译大辞典》与《世界地名译名词典》将该地名误译作“埃谢河畔博代尔”。

## 地理
埃谢兹河畔博代尔（43°15'33"N, 0°2'57"E）面积15.95 平方千米，位于法国奧克西塔尼大區上比利牛斯省，该省份为法国西南部内陆省份，北至热尔省，西接大西洋比利牛斯省，南与西班牙接壤，东临上加龙省。
与埃谢兹河畔博代尔接壤的市镇（或旧市镇、城区）包括：乌尔斯贝利勒、巴泽、布尔、伊博斯、潘塔克、塔布。
埃谢兹河畔博代尔的时区为UTC+01:00、UTC+02:00（夏令时）。

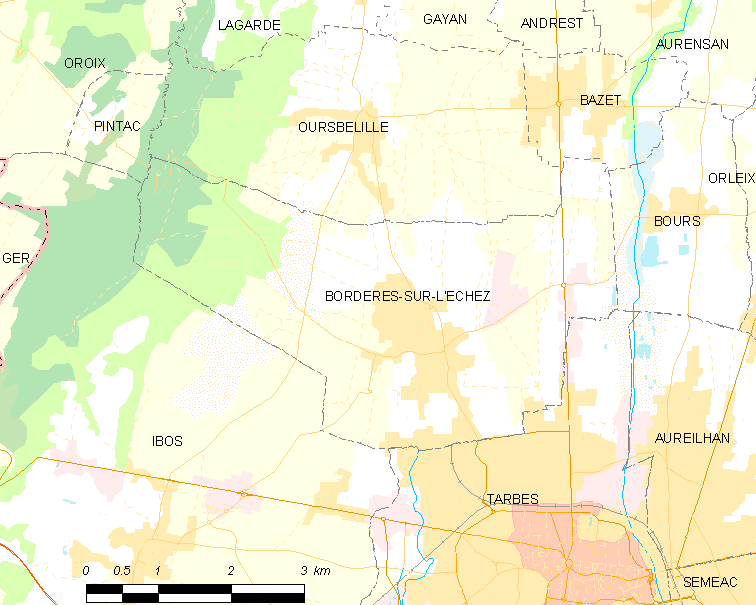
埃谢兹河畔博代尔的OSM定位图

## 行政
埃谢兹河畔博代尔的邮政编码为65320，INSEE市镇编码为65100。

## 政治
埃谢兹河畔博代尔所属的省级选区为埃谢兹河畔博代尔县。

## 人口

1962-2008年间埃谢兹河畔博代尔人口变化图示

埃谢兹河畔博代尔于2022年1月1日时的人口数量为5394人。